# Oiva Lommi
Oiva Lommi, född 30 juni 1922 i Veckelax, död 23 juli 2000 i Kotka, var en finländsk roddare.
Lommi blev olympisk bronsmedaljör i fyra utan styrman vid sommarspelen 1952 i Helsingfors.